# Lichenophanes fasciculatus
Lichenophanes fasciculatus är en skalbaggsart som först beskrevs av Henry Clinton Fall 1909.  Lichenophanes fasciculatus ingår i släktet Lichenophanes och familjen kapuschongbaggar. Inga underarter finns listade i Catalogue of Life.

## Bildgalleri

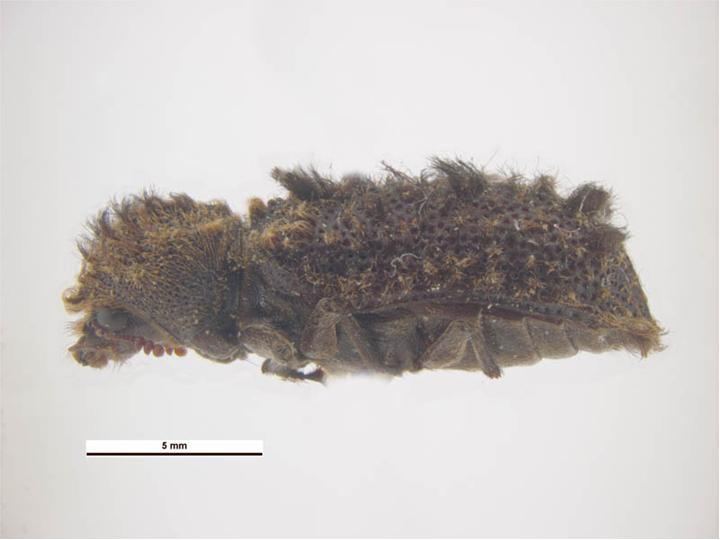